# I. Sancho baszk herceg
I. Sancho Lopez vagy Lupus Sancho (avagy Lupo; baszkul: Antso Otsoa, franciául: Sanche Loup, gaszkonul: Sans Lop, spanyolul: Sancho Lobo vagy Lope) volt az akvitán–baszk perszonálunió után újra önállósult Baszk Hercegség második hercege (dux vasconum).

## Származása, trónra lépése
Származása ismeretlen, de több körülmény is arra enged következtetni, hogy II. Lupus fia lehetett. Trónra lépésének dátuma rendkívül bizonytalan. A krónikák II. Lupus utolsó tevékenységeként arról számolnak be, hogy ő vezette a baszk csapatokat az első roncesvallesi csatában, Sancho első tetteiről 801-ből számolnak be. Valamikor e két időpont között Lupus meghalt, és Sancho ült a hercegi trónra.
Az adathiányból ítélve ez a századforduló rendkívül békés időszak volt a Baszk Hercegség életében.
Ermoldus Niger egy költeményben  dicséri őt, amiből arra következtetnek, hogy Sancho 801 elején felutazhatott Nagy Károly frank császár udvarába. Ebből olyan feltételezések is születtek, hogy maga Nagy Károly küldte őt a baszkok kibékítése érdekében, hogy legyen hercegük, mint a frankok képviselője — eszerint az álláspont szerint Sancho nem II. Lupus fia volt.

## Uralkodása
801-ben egy baszk kontingenst vezetett, amikor Jámbor Lajos és Vilmos toulouse-i gróf megostromolta (és bevette) Barcelonát.

## Utódlása
Ő lehetett Lupus Centule, I. Séguin és I. García (Garsand) bátyja, I. Aznar és II. Sancho apja. Ebben az esetben az ő lánya vagy inkább unokája volt Sancha, Emenon gróf felesége is. Halálának pontos időpontja ismeretlen, de legkésőbb 812-ben volt. Valószínűleg öccse, I. Séguin követte a trónon. Dhuoda barcelonai grófné apjaként vált ismertté.

## Fordítás
Ez a szócikk részben vagy egészben  a   Sancho I of Gascony című angol Wikipédia-szócikk ezen változatának fordításán alapul.  Az eredeti cikk szerkesztőit annak laptörténete sorolja fel. Ez a jelzés csupán a megfogalmazás eredetét és a szerzői jogokat jelzi, nem szolgál a cikkben szereplő információk forrásmegjelöléseként.